# انگلسولا
انگلسولا (به اسپانیایی: Anglesola) یک منطقهٔ مسکونی در اسپانیا است که در اورژل واقع شده‌است. انگلسولا ۲۳٫۵ کیلومتر مربع مساحت دارد ۳۳۵ متر بالاتر از سطح دریا واقع شده‌است.